# Élection présidentielle américaine de 2016 en Alaska
L'élection présidentielle américaine de 2016, cinquante-huitième élection présidentielle depuis 1788, a lieu le 8 novembre 2016 et conduit à l'élection du républicain Donald Trump comme quarante-cinquième président des États-Unis.
En Alaska, les républicains l'emportent avec Donald Trump, comme prédit par les sondages.

## Résultats des élections enAlaska
| Candidat présidentiel | Vice-Président    | Parti politique | Vote populaire | Vote populaire | Vote électoral |
| --------------------- | ----------------- | --------------- | -------------- | -------------- | -------------- |
| Donald Trump          | Mike Pence        | Républicains    | 163 387        | 51,28 %        | 3              |
| Hillary Clinton       | Tim Kaine         | Démocrates      | 116 454        | 36,55 %        | 0              |
| Gary Johnson          | Bill Weld         | Libertariens    | 18 725         | 5,88 %         | 0              |
| Jill Stein            | Ajamu Baraka      | Verts           | 5 735          | 1,80 %         | 0              |
| Darrell L. Castle     | Scott N. Bradley  | AK Constitution | 3 866          | 1,21 %         | 0              |
| Rocky de la Fuente    | Michael Steinberg | Non-Affiliated  | 1 240          | 0,39 %         | 0              |
| Autres                | /                 | /               | 9 201          | 2,89 %         | 0              |

## Analyse
Ce sont les comtés aux alentours d'Anchorage qui ont donné la main aux républicains, soit le centre. Le Nord et le Sud (Juneau) ont voté majoritairement démocrate.